# Roger Allard (ski alpin)
Pour les articles homonymes, voir Roger Allard (homonymie).
 Roger Allard, né le 25 février 1920 à Megève et mort le 5 mai 2004 à Sallanches, est un skieur alpin français.

## Biographie
Il est le fils de Louis Allard (1890-1972) et Marie Chatellard (1892-1960).
Sa carrière de skieur international débute vers 1939 et se poursuit après la guerre. En 1943, il remporte le slalom des championnats de France à Serre-Chevalier mais pas le titre de champion de France qui en 1943 est attribué au vainqueur du combiné seulement. L'année suivante il est vice-champion de France de slalom à Serre-Chevalier. Il obtient d'excellents résultats dans les courses internationales, notamment à Megève et à Mürren.
En 1949, il est sacré champion de France de slalom géant à Chamonix. Ç'est la toute première fois que ce titre est attribué.
En 1951, il enlève la Coupe Emile Allais à Megève.
Il est cousin issu de issu de germain avec Armand Allard fondateur de l'entreprise AAllard qui invente le fuseau de ski dans les années 1930.

## Palmarès

### Grandes classiques internationales (avant la création de la coupe du monde)[2]
Les tops-10 qui suivent sont une vue non exhaustives de l'ensemble de ses performances.
- 1939 :
  - 11-12 mars : 5e de la descente de Mürren

- 1946 :
  - 9 février: 5e de la descente de Megève
  - 10 février: 2e du slalom de Megève
  - 10 février: 3e du combiné de Megève

- 1947 :
  - 16 mars : 6e du slalom de Mürren (Arlberg-Kandahar)
  - 16 mars : 7e du combiné de Mürren (Arlberg-Kandahar)

- 1949 :
  - 19 janvier : 7e du slalom géant de Saint-Gervais

- 1951 :
  - 1er du premier Grand Prix de Megève (descente et slalom)

### Championnats de France[3]
Les cases colorées en sepia correspondent à des courses n'attribuant pas de titre de Champion de France.
| Édition / Epreuve                 | Descente     | Slalom géant | Slalom | Combiné      |
| --------------------------------- | ------------ | ------------ | ------ | ------------ |
| Championnats 1943 Serre-Chevalier | 8e           |              | 1er    | 5e           |
| Championnats 1944 Serre-Chevalier | 8e           |              | Argent | non attribué |
| Championnats 1946 Chamonix        | 13e          |              | -      | 8e           |
| Championnats 1947 Megève          | 6e           |              | 7e     | 4e           |
| Championnats 1949 Chamonix        | non attribué | Or           | 4e     | non attribué |